# Berenpels
Berenpels is een sprookje uit Kinder- und Hausmärchen, de verzameling van de gebroeders Grimm, met als nummer KHM101. De oorspronkelijke naam is Der Bärenhäuter.

## Het verhaal
Een jongeman wordt soldaat en vecht dapper, als de vrede komt wordt hij ontslagen. Zijn ouders zijn dood en hij gaat naar zijn broers, maar ze willen hem niet onderhouden. Hij trekt de wereld in en komt op de hei bij een kring van bomen. Er staat opeens een man met groene jas voor hem, met een lelijke horrelvoet. Hij wil zijn geld en goed wel geven als de man niet bang blijkt te zijn. Achter de soldaat staat een grote beer en hij schiet hem in zijn snuit, waarna de proef is doorstaan. Groenjas zegt dat de soldaat zich de komende zeven jaren niet mag wassen, zijn baard en haren mogen niet gekamd en zijn nagels niet geknipt worden. Ook mag hij geen onzevader bidden. Hij krijgt een jas en mantel en als hij dood gaat binnen de zeven jaren, dan is zijn ziel voor Groenjas. Als hij blijft leven, blijft hij vrij en kan in rijkdom verder.
De soldaat trekt de groene jas aan en in de zakken zit altijd geld. Groenjas trekt dan de huid van de beer en geeft deze als jas aan de soldaat, het zal ook zijn bed zijn. De soldaat trekt de jas en berenpels aan en hij doet alles wat goed voor hem is en slecht voor zijn geld. In het tweede jaar ziet hij er uit als een monster, zijn haren bedekken zijn gezicht en zijn vingers zijn klauwen. Iedereen rent weg, maar hij geeft geld aan de armen en zij bidden voor hem. In het vierde jaar komt de soldaat in een herberg, maar krijgt geen plaats. Pas als hij veel geld laat zien, krijgt hij een kamer in het achterhuis.
Hij mag zich niet vertonen en de soldaat hoort gehuil in een andere kamer. De huilende man vertelt dat zijn vermogen is geslonken en hij en zijn dochter zijn arm en kunnen de waard niet betalen. De soldaat betaalt en geeft nog wat geld toe, waarna de man zijn dankbaarheid betoond en de soldaat een van zijn dochters tot vrouw laat kiezen. De oudste dochter rent schreeuwend weg en de tweede zegt dat hij er niet uitziet als een mens. De jongste zegt dat het wel een lieve man moet zijn, omdat hij haar vader heeft geholpen. Ze wil wel met de soldaat trouwen en hij breekt een ring doormidden en geeft de helft aan het meisje. Hij schrijft zijn naam in haar helft en haar naam in de zijne en vertelt drie jaren te vertrekken.
De bruid kleed zich in zwart en huilt als ze aan haar bruidegom denkt, maar haar zusters lachen hem uit. Berenpels doet veel goed en geeft de armen geld, zodat ze voor hem zullen bidden. De laatste dag van de zeven jaren breekt aan en hij gaat naar de kring van bomen. De duivel komt en gooit de oude jas weer toe en wil zijn eigen terug. De duivel moet Berenpels schoonmaken en kamt zijn haren en knipt zijn nagels. Hij is een dappere krijgsman en is mooier dan ooit. Berenpels trekt een fluwelen jas aan en gaat met een koets met vier schimmels naar het huis van zijn bruid. Niemand herkent hem en de oudste zussen geven hem lekkere hapjes, maar de bruid slaat haar ogen niet op en spreekt niet.
De soldaat vraagt de vader of hij een van de dochters tot vrouw mag hebben en de oudste twee trekken de mooiste kleding uit. De vreemdeling haalt de halve ring tevoorschijn en gooit deze in de beker wijn die hij zijn bruid geeft. Als het glas leeg is, ziet ze de ring en hij past tegen haar eigen helft om haar hals. Berenpels vertelt dat hij door Gods genade zijn menselijke gedaante terug heeft en helemaal schoon is. Ze kussen en de zusters komen binnen en zien dit. Kwaad gaan ze naar buiten, de ene verdrinkt zichzelf in een put en de ander hangt zich op aan een boom. 's Avonds wordt aangeklopt en de duivel vertelt dat hij twee zielen heeft gekregen voor de een van de soldaat.

## Achtergronden bij het verhaal
- Het sprookje komt uit Paderborn.
- Het sprookje is zeer verwant met De roetzwarte broer van de duivel (KHM100).
- Er waren veel verhalen in omloop over vergelijkbare figuren, zoals Simplicissimus in Duitsland en Broder Ruus in Denemarken.
- Kringen waar duivels niet binnen kunnen zijn te vinden in Het meisje zonder handen (KHM31) en De koning van de gouden berg (KHM92), maar dit is een kring waar hij juist wel kan verschijnen.
- Herkenning door middel van een ring komt ook voor in De raaf (KHM93).
- De duivel komt in veel sprookjes voor, zoals De duivel met de drie gouden haren (KHM29), Het meisje zonder handen (KHM31), De peetoom (KHM42), Het aardmanneke (KHM91), De roetzwarte broer van de duivel (KHM100), De drie handwerksgezellen (KHM120), Het gedierte van de Heer en de Duivel (KHM148), De boer en de duivel (KHM189) en De grafheuvel (KHM195).
- Een afgedankte soldaat neemt het eigen lot in handen en dit loopt uiteindelijk goed af. Zie ook Met z'n zessen de hele wereld rond (KHM71), Vrolijke Frans (KHM81), De roetzwarte broer van de duivel (KHM100), Berenpels (KHM101), Het blauwe licht (KHM116), De stukgedanste schoentjes (KHM133), De laars van buffelleer (KHM199), De veelgelovende koningsdochter en De avonturen van een soldaat.
- Het sprookje heeft overeenkomsten met Belle en het beest.
- In Bontepels (KHM65) draagt een meisje een bontepels, gemaakt van de huiden van alle dieren van het rijk an haar vader, die haar ware gedaante verbergt.
- Ook in Sneeuwwitje en Rozerood (KHM161) kan een koningszoon zijn berenpels afdoen, nadat de meisjes hem hebben verlost.